# Jay O'Brien
James Jay O'Brien (New York, 22 februari 1883 - Palm Beach (Florida), 5 april 1940) was een Amerikaans bobsleeremmer. O'Brien nam deel aan de Olympische Winterspelen 1928 en won daar de zilveren medaille in de vijfmansbob. O'Brien won in eigen land tijdens de Olympische Winterspelen 1932 de gouden medaille in de viermansbob. Tijdens deze spelen was O'Brien 48 jaar en is hiermee tot de dag van vandaag de oudste olympisch kampioen in het bobsleeën.

## Resultaten
- Olympische Winterspelen 1928 in Sankt Moritz  in de vijfmansbob
- Olympische Winterspelen 1932 in Lake Placid  in de viermansbob

1924: Scherrer / Neveu / A.Schläppi / H.Schläppi ·
1928: Fiske / Tucker / Mason / Gray / Parke ·
1932: Fiske / Eagan / Gray / O'Brien ·
1936: Musy / Gartmann / Bouvier / Beerli ·
1948: Tyler / Martin / Rimkus / D'Amico ·
1952: Ostler / Kuhn / Nieberl / Kemser ·
1956: Kapus / Diener / Alt / Angst ·
1964: V.Emery / Kirby / Anakin / J.Emery ·
1968: Monti / De Paolis / Zandonella / Armano ·
1972: Wicki / Leutenegger / Camichel / Hubacher ·
1976: Nehmer / Babock / Germeshausen / Lehmann ·
1980: Nehmer / Musiol / Germeshausen / Gerhardt ·
1984: Hoppe / Wetzig / Schauerhammer / Kirchner ·
1988: Fasser / Meier / Fässler / Stocker ·
1992: Appelt / Schroll / Winkler / Haidacher ·
1994: Czudaj / Brannasch / Hampel / Szelig ·
1998: Langen / Zimmermann / Jakobs / Hampel ·
2002: Lange / Kühn / Kuske / Embach ·
2006: Lange / Hoppe / Kuske / Putze ·
2010: Holcomb / Mesler / Tomasevicz / Olsen ·
2014: Melbārdis / Dreiškens / Vilkaste / Strenga  ·
2018: Friedrich / Bauer / Grothkopp / Margis   ·
2022: Friedrich / Margis / Bauer / Schüller
- Library of Congress Control Number: no2015104081
- Virtual International Authority File: 317285009
- WorldCat: E39PBJmXFCqBJtftcFqRY8JFKd